# Filtračně kompenzační zařízení

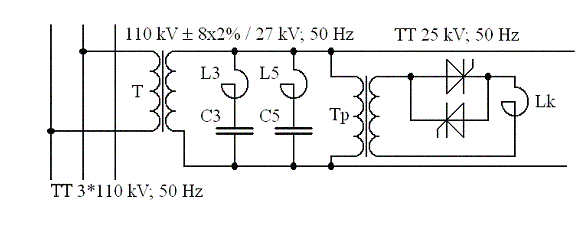
Schéma FKZ

Filtračně kompenzační zařízení (používá se též zkratka FKZ) je elektrotechnické zařízení vyráběné a dodávané společností ČKD ELEKTROTECHNIKA, a.s., které funguje jako statický kompenzační člen, který zlepšuje účiník tím, že filtruje nežádoucí harmonické složky a kompenzuje jalový výkon. 

## Aplikace
Tato zařízení jsou v současnosti instalována v celé síti trakční napájecí soustavy železnice jako součást trakčních napájecích stanic jednofázové proudové soustavy 25 kV/50 Hz. Dále jsou využívána například u obloukových pecí. Obsahuje dvě paralelně řazené sériové LC rezonanční větve doplněné paralelně připojenou větví dekompenzační, obsahující snižovací transformátor, dekompenzační tlumivku a tyristorový regulátor. Při využití optotyristorů je možné konstruovat měniče na plné napětí soustavy, tedy bez potřeby snižovacího transformátoru.

## Popis funkce a zapojení FKZ

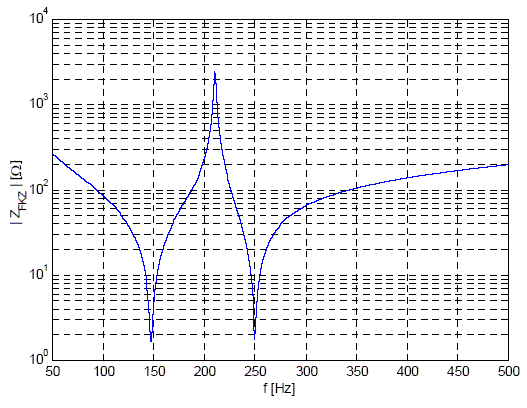
Frekvenční charakteristika FKZ

Sériové rezonanční filtry jsou obvody, laděné do blízkosti 3. a 5. harmonické, filtrují dominantní harmonické proudy a jsou zároveň zdrojem konstantního kapacitního kompenzačního výkonu pro první harmonickou. Filtry jsou připojeny přímo na trakční vedení a jsou určeny i pro venkovní montáž. Kompenzační zařízení kompenzuje proměnlivý jalový příkon pomocí plynule regulovatelného indukčního jalového výkonu kompenzačního členu a pevného kapacitního jalového výkonu filtrů. Samotný kompenzační člen se skládá z jednofázového přizpůsobovacího transformátoru, kompenzačního reaktoru a VN měničové skříně typu COMPACT, v níž je kromě je kromě antiparalelně zapojených tyristorů umístěn i mikroprocesorový regulátor typu EMADYN.

## Impedanční charakteristika FKZ
Celý obvod FKZ vykazuje dvě sériové rezonance na kmitočtech třetí a páté harmonické základního kmitočtu napájecí sítě (150 a 250 Hz) kde dochází k poklesu impedance a tím také k filtraci těchto nežádoucích harmonických. Zároveň dochází k paralelní rezonancí mezi frekvencemi obou harmonických, což umožňuje vhodným naladěním obvodu zvýšit na maximum impedanci trakční transformovny na kmitočtu signálu HDO.